# 秋元律郎
秋元 律郎（あきもと りつお、1931年〈昭和6年〉7月8日 - 2004年〈平成16年〉6月28日 ）は、日本の社会学者。早稲田大学名誉教授。

## 経歴
東京生まれ。旧制成蹊高等学校、成蹊大学政治経済学部卒業。早稲田大学大学院文学研究科社会学専攻単位取得退学、79年「日本社会学史 形成過程と思想構造」で文学博士の学位を取得。
早稲田大学文学部助教授、教授、2002年定年退任、名誉教授、大妻女子大学人間関係学部教授、放送大学客員教授。
早大時代の教え子には、犬飼裕一（社会学者）田中伯知（社会学者）などがいる。
2004年6月28日午後10時25分、肺がんのため埼玉県入間市の病院で死去した。

## 著書
- 『シュタイン』有斐閣　1959　人と業績シリーズ
- 『現代ドイツ社会学研究 戦後における展開』早稲田大学出版部　1960
- 『現代都市の権力構造』青木書店　1971
- 『地域政治と住民 市民参加のために』1972　潮新書
- 『政治社会学序説 現代社会における権力と参加』早稲田大学出版部　1974
- 『戦争と民衆 太平洋戦争下の都市生活』学陽書房　1974　学陽選書
- 『ドイツ社会学思想の形成と展開 市民社会論研究』早稲田大学出版部　1976
- 『日本社会学史 形成過程と思想構造』早稲田大学出版部　1979
- 『権力の構造 現代を支配するもの』1981　有斐閣選書
- 『都市社会学の源流 シカゴ・ソシオロジーの復権』有斐閣　1989
- 『マンハイム亡命知識人の思想』ミネルヴァ書房　1993　Minerva21世紀ライブラリー
- 『市民社会と社会学的思考の系譜』御茶の水書房　1997
- 『知識社会学と現代 K.マンハイム研究』早稲田大学出版部　1999
- 『現代都市とエスニシティ シカゴ社会学をめぐって』早稲田大学出版部　2002
- 『近代日本と社会学 戦前・戦後の思考と経験』学文社　2004

## 共編著
- 『文化社会学』曽良中清司共著　学文社　1968　社会学叢書
- 『現代社会と政治体系』内山秀夫共編　時潮社　1970
- 『都市と災害』太田英昭共著　学文社　1980　現代社会研究叢書
- 『都市災害の科学 市民のライフラインを守る』安倍北夫共編　1982　有斐閣選書
- 『社会学群像 1 (外国編 1)』鈴木広共編著　アカデミア出版会　1985　学問の群像シリーズ. Sociology
- 『町内会と地域集団』倉沢進共編著　ミネルヴァ書房　1990　都市社会学研究叢書
- 『マンハイム研究 危機の理論と知識社会学』澤井敦共著　早稲田大学出版部　1992
- 『現代社会と人間』坂田正顕共編著　学文社　1999
- 『社会学入門』倉沢進,岩永雅也共編著　放送大学　2001

## 翻訳
- レーモン・アロン『現代ドイツ社会学』河原宏・芳仲和夫共訳　理想社　1956
- カール・レーヴェンシュタイン『君主制』佐藤慶幸共訳　みすず書房　1957
- エルンスト・カッシラー『国家 その神話』河原宏・浅沼和典共訳　理想社　1957
- ヘルベルト・ボルヒ『権力と抵抗 官僚制の政治社会学』佐藤慶幸共訳　みすず書房　1958
- K.マンハイム/マックス・シェーラー『知識社会学』田中清助共訳　青木書店　1973　現代社会学大系
- Y.クロダ『地方都市の権力構造』小林宏一共訳　勁草書房　1976
- N.W.ポルスビー『コミュニティの権力と政治』監訳　早稲田大学出版部　1981
- カール・マンハイム『青年期マンハイムとその作品』監訳　梓出版社　1995